# Somatochlora hineana
Somatochlora hineana là một loài chuồn chuồn trong họ Corduliidae. Loài này được Williamson mô tả khoa học đầu tiên năm 1931.

## Hình ảnh

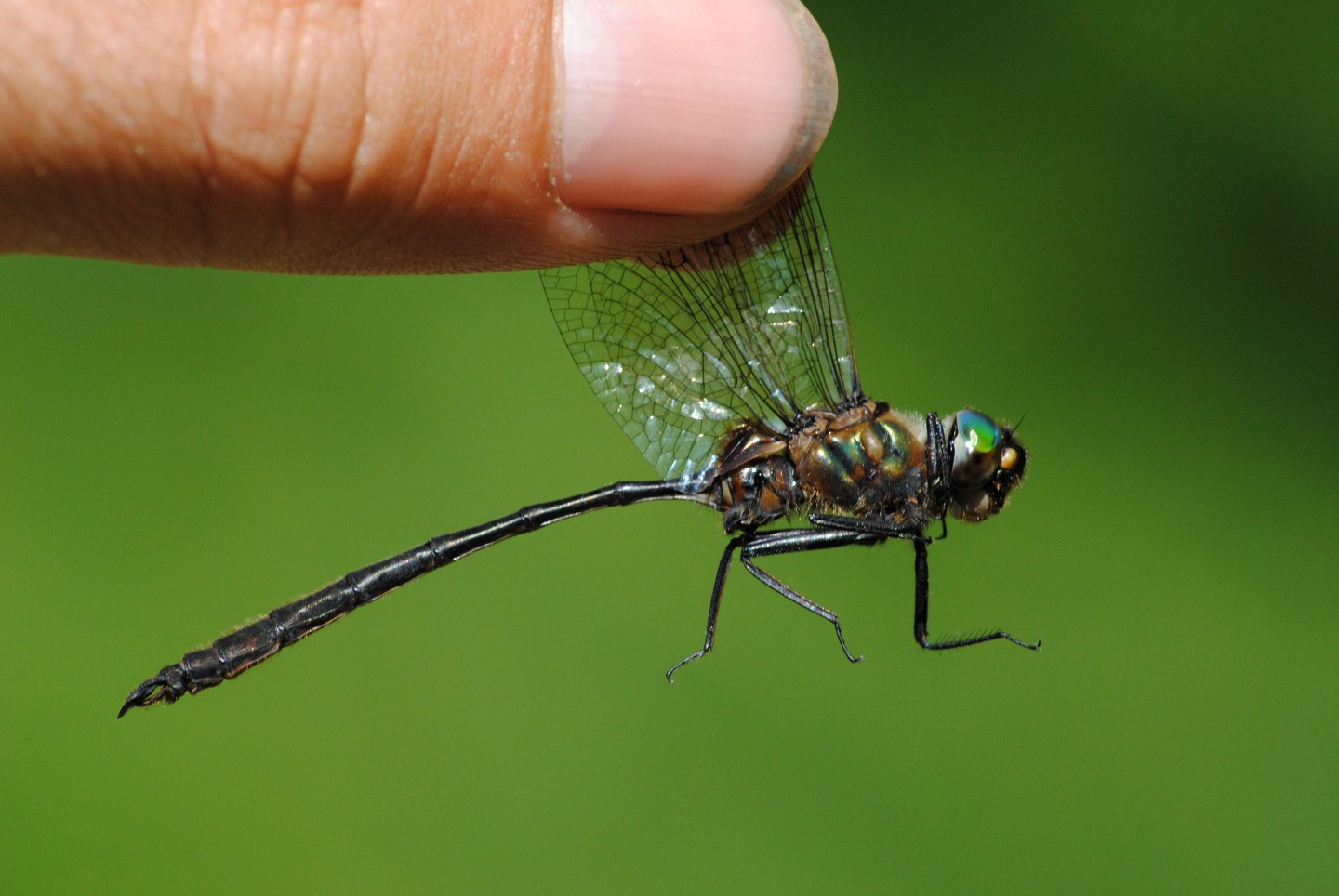
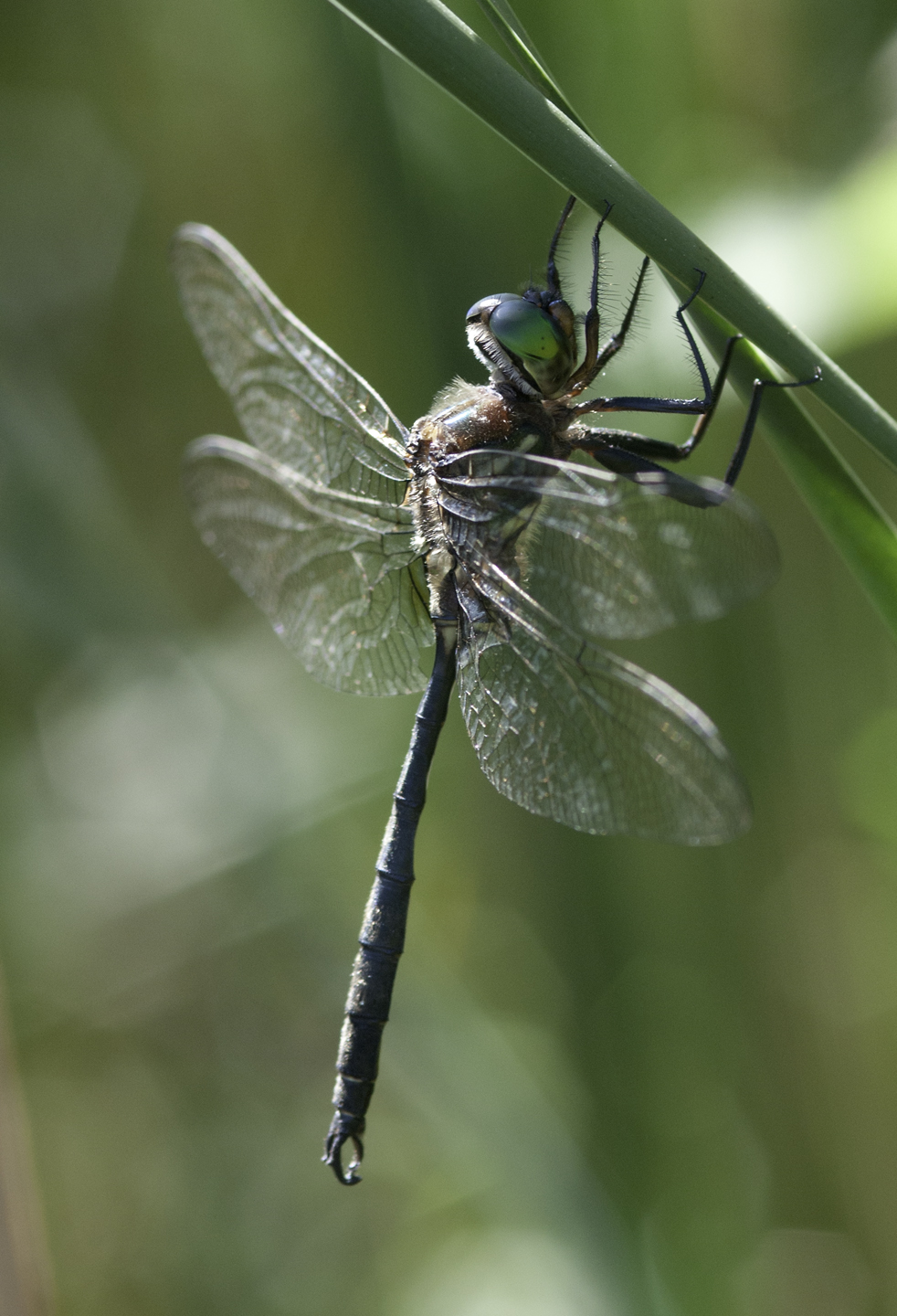